# زيد بن كثوة التميمي
زيد بن كثوة بن المرقال العنبري التميمي من الرواة الأعراب الذين تؤخذ عنهم اللغة، وله أقاويل كثيرة متفرقة في كثير من كتب اللغة والأدب، بالإضافة إلى كونه شاعراً، وممن روى عنه الجاحظ، وقد قدم من البادية وسكن البصرة في عصر الجاحظ، قال عنه الجاحظ: ولقد كان بين زيد بن كثوة يوم قدم علينا البصرة وبينه يوم مات بون بعيد.

## اسمه ونسبه
- هو زيد بن كثوة بن المرقال واسمه حبان بن بشير بن سيرة بن محجن بن كثوة بن علاج بن شحمة بن المنذر بن جهمة بن عدي بن جندب بن العنبر بن عمرو بن تميم بن مر بن أد بن عمرو بن إلياس بن مُضَر العنبري التميمي.[3]

## نماذج من شعره
- قال مفاخراً في قومه بني العنبر من بني تميم:[4][5]